# Marplatense (edad)
El Marplatense o SALMA Marplatense (del  inglés South American land mammal ages), anteriormente denominada Uquiense, es una edad mamífero de América del Sur, división establecida para definir una escala geológica de tiempo para la fauna de mamíferos sudamericanos. Su límite inferior se sitúa en los 3 Ma, mientras que su límite superior se ubica en los 1,2 Ma. Corresponde al Plioceno tardío-Pleistoceno temprano o inferior.
Los restos faunísticos exhumados en sedimentos pertenecientes a la «formación Uquía», en la zona de Uquía, departamento de Humahuaca, provincia de Jujuy, noroeste de la Argentina, sirvieron de base para sustentar la Edad-mamífero Uquiense.
En el año 1990 se propuso un nuevo piso/edad para reemplazar a la edad mamífero Uquiense, fundamentándola en que el perfil de Uquía se considera inadecuado para ser utilizado como estratotipo. La edad/piso Marplatense es más joven que el Piso Chapadmalalense y más antiguo que el piso Ensenadense, entre 3,40 Ma y  2,48 Ma. El área tipo propuesta se sitúa en los acantilados del mar Argentino entre punta Mogotes y Miramar, en el sudeste de la provincia de Buenos Aires, centro-este de la Argentina. El límite inferior corresponde a la base de la «formación Barranca de los Lobos». Algunos taxones que se registran en ella pueden definir bioestratigráficamente el límite: especies de Lagostomus, Dolichotis, Eumysops cavioides y Eumysops paracavioides. Se caracteriza por el aumento de los mamíferos holárticos, aparecen los Ursidae, y el primer registro de la familia Camelidae.

## Subedades
Posee distintas subedades:
- Sanandresense
- Vorohuensense
- Barrancalobense

## Sucesión de las edades mamífero de América del Sur
| Predecesor: Chapadmalalense | Marplatense (edad) Edades mamífero de América del Sur | Sucesor: Ensenadense |